# III liga polska w piłce nożnej (2014/2015)/Grupa V (podlasko-warmińsko-mazurska)
III liga, grupa podlasko-warmińsko-mazurska, sezon 2014/2015 – 7. edycja rozgrywek czwartego poziomu ligowego piłki nożnej mężczyzn w Polsce po reorganizacji lig w 2008 roku. Brało w niej udział 18 drużyn z województwa podlaskiego i województwa warmińsko-mazurskiego. Najlepsza drużyna zagrała o baraże do II ligi. Ostatnie 3 drużyny spadły odpowiednio do grup: podlaskiej i warmińsko-mazurskiej IV ligi. Opiekunem ligi był Podlaski Związek Piłki Nożnej.
Sezon ligowy rozpoczął się 9 sierpnia 2014 roku, a ostatnie mecze rozegrane zostały 7 czerwca 2015 roku.

## Zasady rozgrywek
Zmagania w lidze toczyły się systemem kołowym w dwóch rundach – jesiennej i wiosennej. Drużyny, które po zakończeniu rozgrywek zajęły w tabeli ostatnie 3 miejsca, spadły do właściwej terytorialnie IV ligi.
Drużyna, które zrezygnowała z uczestnictwa w rozgrywkach, degradowana została o 2 klasy rozgrywkowe i przenoszona na ostatnie miejsce w tabeli (jeśli rozegrała przynajmniej 50% spotkań sezonu; wtedy mecze nierozegrane weryfikowane są jako walkowery 0:3 na niekorzyść drużyny wycofanej) lub jej wyniki zostały anulowane. Z rozgrywek eliminowana – i również degradowana o 2 klasy rozgrywkowe – była drużyna, która nie rozegrała z własnej winy 3 spotkań sezonu.
Kolejność w tabeli ustalało się według liczby zdobytych punktów. W przypadku uzyskania równej ilości punktów przez dwie drużyny, o zajętym miejscu decydowały:
a) liczba zdobytych punktów w spotkaniach bezpośrednich,
b) korzystniejsza różnica między zdobytymi i utraconymi bramkami w spotkaniach bezpośrednich,
c) przy uwzględnieniu reguły UEFA, że bramki strzelone na wyjeździe liczone są podwójnie, korzystniejsza różnica między zdobytymi i utraconymi bramkami w spotkaniach bezpośrednich,
d) korzystniejsza różnica bramek we wszystkich spotkaniach z całego cyklu rozgrywek,
e) większa liczba bramek zdobytych we wszystkich spotkaniach z całego cyklu.
W przypadku, gdy dwoma zespołami o jednakowej liczbie punktów byłyby zespoły, których kolejność decyduje o awansie lub spadku, miały zastosowanie wyłącznie zasady określone w punktach a, b i c, a jeżeli one nie rozstrzygnęłyby kolejności, miało się odbyć dodatkowe spotkanie barażowe na neutralnym boisku, wyznaczonym przez Wydział Gier PZPN.
| Uczestnicy sezonu 2013/2014 | Uczestnicy sezonu 2013/2014                | Uczestnicy sezonu 2013/2014 | Uczestnicy sezonu 2013/2014 |
| --------------------------- | ------------------------------------------ | --------------------------- | --------------------------- |
| SOS                         | Sokół Ostróda                              | 1                           |                             |
| KOR                         | MKS Korsze                                 | 2                           |                             |
| PŁE                         | Płomień Ełk                                | 3                           |                             |
| STD                         | Start Działdowo                            | 4                           |                             |
| JA2                         | Jagiellonia II Białystok                   | 5                           |                             |
| HMG                         | Huragan Morąg                              | 6                           |                             |
| DĄB                         | Dąb Dąbrowa Białostocka                    | 7                           |                             |
| DRW                         | Finishparkiet Drwęca Nowe Miasto Lubawskie | 81                          |                             |
| ZBP                         | Znicz Biała Piska                          | 10                          |                             |
| WAR                         | Warmia Grajewo                             | 11                          |                             |
| ŁOM                         | ŁKS 1926 Łomża                             | 12                          |                             |

| Spadek z II ligi wschodniej 2013/2014 | Spadek z II ligi wschodniej 2013/2014 | Spadek z II ligi wschodniej 2013/2014 | Spadek z II ligi wschodniej 2013/2014 |
| ------------------------------------- | ------------------------------------- | ------------------------------------- | ------------------------------------- |
| ELB                                   | Olimpia Elbląg                        | 9                                     |                                       |
| ZMB                                   | Olimpia Zambrów                       | 14                                    |                                       |
| CON                                   | Concordia Elbląg                      | 17                                    |                                       |
| Awans z IV ligi 2013/2014             |                                       |                                       |                                       |
| grupa podlaska                        |                                       |                                       |                                       |
| WAS                                   | KS Wasilków                           | 1                                     |                                       |
| HAJ                                   | Puszcza Hajnówka                      | 2                                     |                                       |
| grupa warmińsko-mazurska              |                                       |                                       |                                       |
| ROM                                   | Rominta Gołdap                        | 1                                     |                                       |
| OLO                                   | Olimpia Olsztynek                     | 2                                     |                                       |

Objaśnienia:
1. Barkas Tolkmicko występowało jako Finishparkiet Drwęca Nowe Miasto Lubawskie.[3]

### Tabela
| Lp. | Drużyna                                    | M  | Z  | R  | P  | Bramki | Bramki | Różn. | Pkt | Uwagi                     | Bezpośrednio |
| --- | ------------------------------------------ | -- | -- | -- | -- | ------ | ------ | ----- | --- | ------------------------- | ------------ |
| 1   | Olimpia Zambrów (M)                        | 34 | 28 | 4  | 2  | 91     | 21     | +70   | 88  | Baraże o II ligę          |              |
| 2   | Olimpia Elbląg                             | 34 | 28 | 3  | 3  | 92     | 16     | +76   | 87  |                           |              |
| 3   | Finishparkiet Drwęca Nowe Miasto Lubawskie | 34 | 26 | 3  | 5  | 78     | 26     | +52   | 81  |                           |              |
| 4   | Sokół Ostróda                              | 34 | 19 | 8  | 7  | 62     | 33     | +29   | 65  |                           |              |
| 5   | Płomień Ełk                                | 34 | 17 | 8  | 9  | 71     | 52     | +19   | 59  |                           |              |
| 6   | Znicz Biała Piska                          | 34 | 15 | 8  | 11 | 62     | 55     | +7    | 53  |                           |              |
| 7   | Jagiellonia II Białystok                   | 34 | 15 | 6  | 13 | 60     | 45     | +15   | 51  |                           |              |
| 8   | KS Wasilków                                | 34 | 12 | 10 | 12 | 34     | 42     | −8    | 46  |                           |              |
| 9   | ŁKS 1926 Łomża                             | 34 | 13 | 6  | 15 | 53     | 64     | −11   | 45  |                           |              |
| 10  | Concordia Elbląg                           | 34 | 11 | 9  | 14 | 35     | 48     | −13   | 42  |                           |              |
| 11  | Olimpia Olsztynek                          | 34 | 10 | 10 | 14 | 39     | 55     | −16   | 40  |                           |              |
| 12  | Huragan Morąg                              | 34 | 9  | 12 | 13 | 44     | 48     | −4    | 39  |                           |              |
| 13  | MKS Korsze                                 | 34 | 10 | 7  | 17 | 52     | 69     | −17   | 37  |                           |              |
| 14  | Warmia Grajewo                             | 34 | 7  | 10 | 17 | 33     | 62     | −29   | 31  |                           |              |
| 15  | Rominta Gołdap                             | 34 | 9  | 4  | 21 | 33     | 63     | −30   | 31  |                           |              |
| 16  | Dąb Dąbrowa Białostocka1 (S)               | 34 | 5  | 10 | 19 | 30     | 64     | −34   | 25  | Spadek do klasy okręgowej |              |
| 17  | Start Działdowo                            | 34 | 5  | 7  | 22 | 31     | 63     | −32   | 22  |                           |              |
| 18  | Puszcza Hajnówka (S)                       | 34 | 3  | 3  | 28 | 21     | 95     | −74   | 12  | Spadek do                 |              |

### Wyniki
| Gospodarz \ Gość             | CON | DĄB | DRW | HMG | JA2 | WAS   | ŁOM | KOR | ELB  | OLO | ZMB | PŁE | HAJ   | ROM | SOS | STD | WAR | ZBP |
| Concordia Elbląg             |     | 3:0 | 1:2 | 0:1 | 1:0 | 0:4   | 1:2 | 1:0 | 0:2  | 0:0 | 0:2 | 1:1 | 1:0   | 0:0 | 1:2 | 3:1 | 3:0 | 1:4 |
| Dąb Dąbrowa Białostocka      | 0:1 |     | 1:4 | 1:1 | 0:2 | 1:2   | 1:1 | 2:1 | 0:0  | 0:2 | 1:4 | 0:2 | 1:2   | 5:1 | 1:4 | 1:1 | 0:0 | 2:3 |
| Drwęca Nowe Miasto Lubawskie | 5:0 | 4:0 |     | 4:1 | 3:2 | 4:1   | 3:0 | 3:2 | 0:2  | 2:2 | 1:3 | 1:0 | 3:0wo | 2:0 | 3:1 | 1:0 | 4:0 | 2:1 |
| Huragan Morąg                | 2:2 | 3:0 | 0:4 |     | 0:0 | 3:0   | 1:1 | 2:3 | 0:2  | 0:1 | 0:1 | 0:1 | 2:1   | 6:1 | 1:1 | 1:1 | 1:1 | 3:1 |
| Jagiellonia II Białystok     | 1:0 | 3:1 | 0:2 | 3:1 |     | 1:3   | 1:2 | 3:0 | 0:4  | 4:1 | 1:1 | 1:3 | 3:1   | 6:0 | 0:1 | 2:0 | 1:1 | 4:2 |
| KS Wasilków                  | 0:0 | 0:0 | 0:1 | 3:1 | 0:4 |       | 1:0 | 0:0 | 0:1  | 0:1 | 0:0 | 0:0 | 0:0   | 0:0 | 0:0 | 2:1 | 3:0 | 2:0 |
| ŁKS 1926 Łomża               | 1:1 | 2:1 | 0:4 | 2:2 | 3:0 | 1:1   |     | 0:1 | 2:4  | 1:2 | 0:3 | 6:3 | 4:0   | 2:1 | 0:2 | 2:0 | 3:1 | 3:2 |
| MKS Korsze                   | 1:2 | 0:3 | 1:2 | 1:1 | 0:0 | 4:2   | 7:0 |     | 1:6  | 2:0 | 1:4 | 3:3 | 5:0   | 0:1 | 1:1 | 2:2 | 1:2 | 7:1 |
| Olimpia Elbląg               | 1:1 | 5:1 | 1:0 | 0:1 | 4:1 | 4:0   | 2:1 | 3:0 |      | 4:0 | 1:0 | 4:1 | 4:0   | 2:1 | 2:0 | 2:0 | 3:0 | 3:1 |
| Olimpia Olsztynek            | 1:1 | 0:0 | 0:0 | 1:2 | 0:2 | 2:0   | 2:2 | 2:3 | 0:10 |     | 2:3 | 1:2 | 4:0   | 2:1 | 1:3 | 1:3 | 1:1 | 4:0 |
| Olimpia Zambrów              | 4:1 | 2:0 | 2:0 | 2:0 | 1:0 | 5:0   | 5:2 | 9:0 | 1:1  | 2:1 |     | 4:1 | 7:1   | 3:0 | 2:0 | 2:1 | 5:0 | 1:0 |
| Płomień Ełk                  | 0:0 | 4:1 | 0:2 | 3:2 | 3:2 | 1:0   | 4:0 | 1:1 | 0:3  | 2:2 | 3:0 |     | 4:0   | 3:1 | 2:1 | 4:2 | 1:1 | 1:2 |
| Puszcza Hajnówka             | 1:2 | 1:1 | 0:4 | 0:1 | 1:2 | 0:1   | 1:3 | 3:0 | 0:7  | 0:1 | 0:5 | 1:6 |       | 0:2 | 1:3 | 3:2 | 0:2 | 1:5 |
| Rominta Gołdap               | 2:0 | 1:1 | 0:1 | 2:1 | 3:2 | 0:3wo | 1:0 | 3:0 | 0:1  | 0:0 | 0:1 | 2:4 | 1:0   |     | 0:3 | 3:1 | 2:3 | 1:3 |
| Sokół Ostróda                | 3:2 | 3:0 | 1:1 | 1:1 | 0:1 | 4:1   | 3:2 | 3:0 | 1:0  | 0:0 | 1:3 | 4:2 | 1:0   | 3:2 |     | 0:0 | 6:0 | 3:0 |
| Start Działdowo              | 1:2 | 0:1 | 0:3 | 0:0 | 0:5 | 1:2   | 0:2 | 3:0 | 0:2  | 2:0 | 1:2 | 0:3 | 4:3   | 1:0 | 0:0 |     | 1:2 | 1:1 |
| Warmia Grajewo               | 0:3 | 1:2 | 1:2 | 3:2 | 1:1 | 1:2   | 1:2 | 0:2 | 1:2  | 0:1 | 1:2 | 1:1 | 0:0   | 1:0 | 0:2 | 5:1 |     | 1:1 |
| Znicz Biała Piska            | 4:0 | 1:1 | 3:1 | 1:1 | 2:2 | 1:1   | 2:1 | 1:2 | 2:0  | 3:1 | 0:0 | 3:2 | 4:0   | 3:1 | 3:1 | 1:0 | 1:1 |     |

Źródło: 90minut
Objaśnienia:
1Drużyna gospodarzy jest wymieniona po lewej stronie tabeli.
Kolory: zielony – zwycięstwo gospodarzy, żółty – remis, różowy – zwycięstwo gości.
Kwalifikacja do baraży o II ligę: Olimpia Zambrów
Spadek do IV ligi: Dąb Dąbrowa Białostocka, Start Działdowo, Puszcza Hajnówka

## Baraże o II ligę
| 13 czerwca 2015 13:00 | Stal Rzeszów · Kacper Drelich 21' · Piotr Prędota 25' | 2:3(2:1)Raport | Olimpia Zambrów · 13' Mariusz Gogol · 61' Michał Kuczałek · 78' Mariusz Gogol                 | Rzeszów, (Stadion Miejski) Widzów: 1200 Sędzia: Tomasz Wajda (Żywiec) |
|                       | kartki: · Piotr Murawski 42'                          |                | kartki: · Mateusz Gul · Michał Poduch · Michał Kuczałek · Dominik Lemanek · Łukasz Grzybowski |                                                                       |

| 17 czerwca 2015 17:00 | Olimpia Zambrów · Łukasz Grzybowski 90'          | 1:1(0:1)Raport | Stal Rzeszów · 27' Sebastian Brocki | Zambrów, (Stadion Miejski) Widzów: 900 Sędzia: Tomasz Radkiewicz (Łódź) |
|                       | kartki: · Mariusz Gogol · Przemysław Jastrzębski |                | kartki: · Dominik Bednarczyk        |                                                                         |

Awans do II ligi: Olimpia Zambrów